# Minworth
Minworth – osada w Anglii, w West Midlands, w dystrykcie metropolitalnym Birmingham. Leży 3,6 km od miasta Royal Sutton Coldfield, 9,8 km od miasta Birmingham i 161,7 km od Londynu. W 1921 roku civil parish liczyła 977 mieszkańców. Minworth jest wspomniana w Domesday Book (1086) jako Meneworde.